# Proiezione elettorale
Una proiezione elettorale consiste nella previsione statistica dei risultati complessivi di un'elezione a partire dai risultati ottenuti in un insieme ridotto e definito a priori di seggi.
A differenza dei sondaggi e degli exit poll, una proiezione elettorale si basa su voti effettivamente dati dagli elettori; anch'essa, però, soffre degli stessi problemi statistici riguardo alla scelta di un campione rappresentativo dell'elettorato. Inoltre è invalso l'uso di fornire proiezioni iniziali quando si ha a disposizione solamente una percentuale ridotta del campione scelto; in questo caso il tasso di errore delle previsioni naturalmente cresce di conseguenza.